# 永田理
永田 理（ながた おさむ、1957年3月2日 - ）は、日本の実業家。トヨタ自動車取締役副社長・最高財務責任者を経て、トヨタ自動車九州代表取締役社長、九州経済連合会副会長を務めた。

## 人物・経歴
愛知県名古屋市出身。1980年東京大学経済学部卒業、トヨタ自動車工業（現トヨタ自動車）入社。アメリカ合衆国などでの海外事業を長く担当し、渉外部海外渉外室第三グループ課長を経て、2000年からトヨタモーター マニュファクチャリング ノース アメリカに出向した。2007年三好工場工務部部長。
2009年常務役員に昇格し三好工場長、田原工場長に就任。2010年経済産業省独立行政法人評価委員会石油天然ガス・金属鉱物資源機構部会委員。2011年渉外本部副本部長。2013年トヨタモーターノースアメリカ上級副社長、トヨタモーター エンジニアリング アンド マニュファクチャリング ノース アメリカ社長兼CEO。2015年専務役員北米本部副本部長。2017年取締役副社長、Chief Financial Officer、トヨタファイナンシャルサービス取締役、豊田法人会会長。
2018年からトヨタ自動車九州代表取締役社長を務め、記者会見では「立場に関係なく良い意見を持った人を大切にし、風通しのよい職場にしたい」と抱負を述べた。自動車市場の変化に対応するための開発力強化や、人材確保のための採用方法の変更などを進めた。2025年西日本鉄道取締役監査等委員。九州経済連合会副会長、福岡県経営者協会副会長、北部九州自動車産業アジア先進拠点推進会議顧問等も歴任。